# Salix sinopurpurea
Salix sinopurpurea — вид квіткових рослин із родини вербових (Salicaceae).

## Морфологічна характеристика
Це кущ до 4 метрів заввишки. Гілочки зеленуваті чи жовтуваті, голі; юнацькі гілки спочатку дещо запушені, потім ± голі. Листки супротивні або косо супротивні; ніжка 3–10 мм, запушена; листкова пластинка ланцетна, 5–10 × 1–1.2 см, до 11 × 2–3 см на пагонах, у молодому віці дещо запушена, потім ± гола, абаксіально сиза, адаксіально зеленувата, край залозисто-пилчастий, верхівка коротко загострена. Сережки супротивні чи чергові. Чоловіча сережка еліпсоїдна, 20–30 × 5–6 мм, сидяча. Чоловіча квітка: тичинок 2; пиляки жовті чи червонуваті, кулясті. Жіноча квітка: зав'язь яйцеподібна, густо-сіро повстяна.

## Середовище проживання
Китай [Ганьсу, Хебей, Хенань, Хубей, Шеньсі, Шаньсі]. Населяє зарості, росте уздовж річок; на висотах 1000–1600 метрів.